# Ха Лонг (залив)
Ха Лонг (на виетнамски: Vịnh Hạ Long) е залив във Виетнам, обект на световното наследство на ЮНЕСКО и популярна дестинация за пътуване в провинция Куанг Нин. Името му означава „спускащ се дракон“.
Административно заливът попада в градовете Ха Лонг и Кам Фа и е част от област Ван Дон. В залива има хиляди варовикови карстове и острови в различни форми и размери. Заливът Ха Лонг е център на по-голяма зона, която включва залива Бай Ту Лонг на североизток и остров Кат Ба на югозапад. Тези по-големи зони имат подобни геоложки, географски, геоморфологични, климатични и културни характеристики.
Заливът Ха Лонг има площ от около 1553 km2, включително между 1960 и 2 000 островчета, повечето от които са варовик. Ядрото на залива е с площ от 334 квадратни километра с висока плътност от 775 островчета. Варовикът в този залив е преминал през 500 милиона години на формиране при различни условия и среда. Еволюцията на карста в този залив е отнела 20 милиона години под въздействието на тропическия влажен климат. Георазнообразието на околната среда в района създава биологично разнообразие, включително тропическа вечнозелена биосистема, океанска и морска брегова био система. Заливът Ха Лонг е дом на 14 ендемични растителни вида и 60 ендемични животински вида.
Историческите изследвания показват, че преди десетки хиляди години в тази област е имало праисторически човешки същества. Последователните древни култури са културата Сой Ну около 18000–7000 г. пр.н.е., културата Кай Бео 7000–5000 г. пр.н.е. и културата Ха Лонг преди 5000–3500 години. Заливът Ха Лонг също отбелязва важни събития в историята на Виетнам с много артефакти, открити в планината Бай То, пещерата Дау Го, Бай Чай.
Преди 500 години Нхуен Трай хвали красотата на залива в свое стихотворение, в което го нарича „скално чудо в небето“. През 1962 г. Министерството на културата, спорта и туризма на Северен Виетнам слага залива Ха Лонг в публикацията на Националните реликви и пейзажи. През 1994 г. основната зона на залива Ха Лонг е включена в списъка на световното наследство според критерий VII и е включена за втори път според критерий VIII.